# Ulítovka
Ulítovka (en rus: Улитовка) és un poble del krai de Primórie, a l'Extrem Orient de Rússia, que en el cens del 2010 tenia 251 habitants.